# Décrets de Coptos

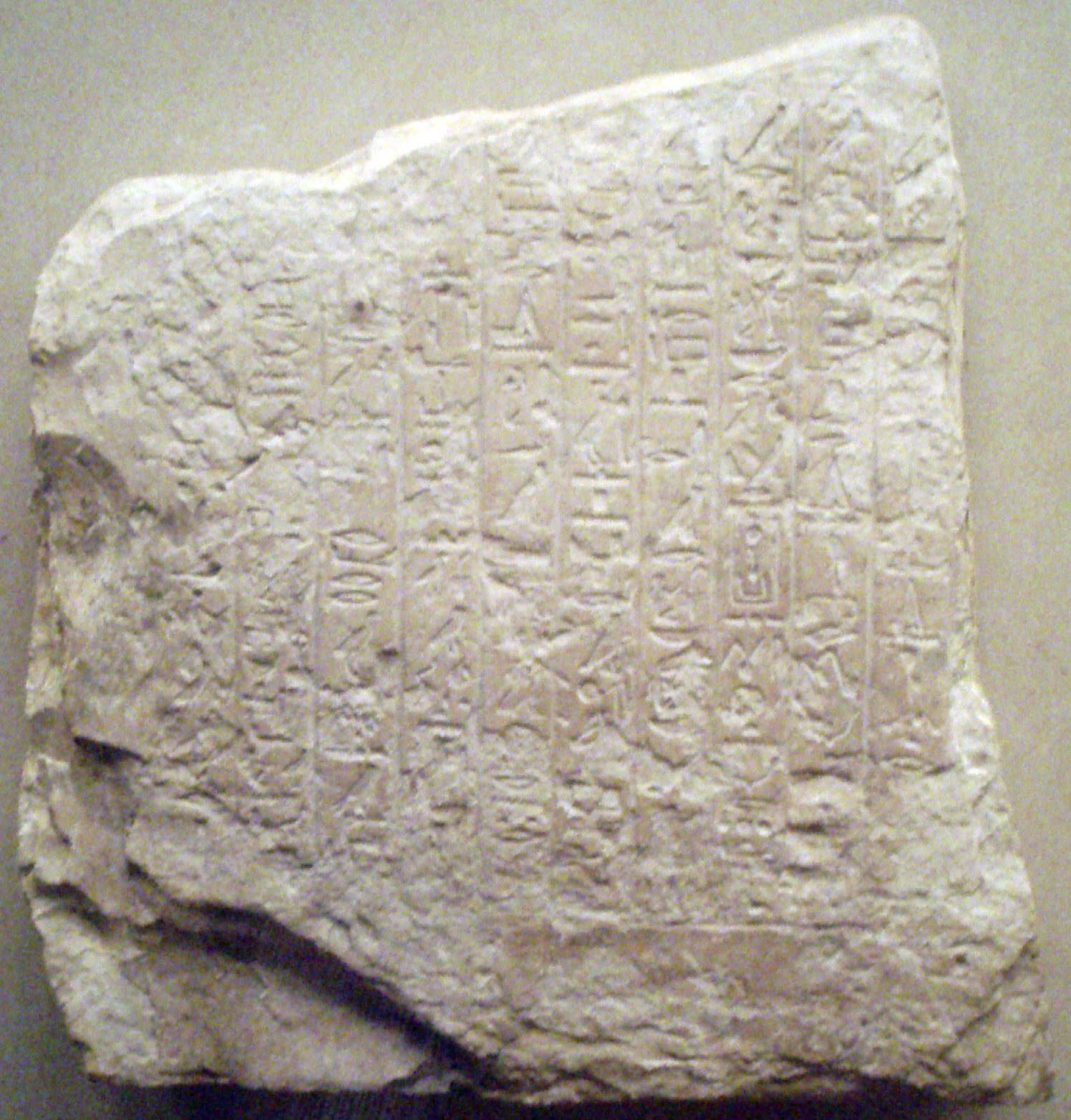
Fragment du décret d, publié par Pépi II, maintenant au Metropolitan Museum of Art

Les décrets de Coptos sont dix-huit décrets royaux égyptiens anciens complets ou fragmentaires allant de la VIe (2345-2180 av. J.-C.) à la fin de la VIIIe dynastie (vers 2170 av. J.-C.). Les décrets sont numérotés avec des lettres de l'alphabet latin, commençant par le décret de  Coptos a et se terminant par le décret de Coptos r. Les premiers de la série ont été émis par Pépi Ier Méryrê et Pépi II Néferkarê pour favoriser le clergé du temple de Min, tandis que les autres sont datables du règne de divers rois de la fin de la VIIIe dynastie, et concernent diverses faveurs accordées à un important fonctionnaire de Coptos nommé Shemay et aux membres de sa famille,. Les décrets reflètent le déclin du pouvoir du roi au début de la Première Période intermédiaire.
Les décrets de Coptos ne doivent pas être confondus avec le décret de Coptos (en) de Noubkheperrê Antef, un document unique datant de la XVIIe dynastie beaucoup plus tardif.

## Découverte et emplacement original

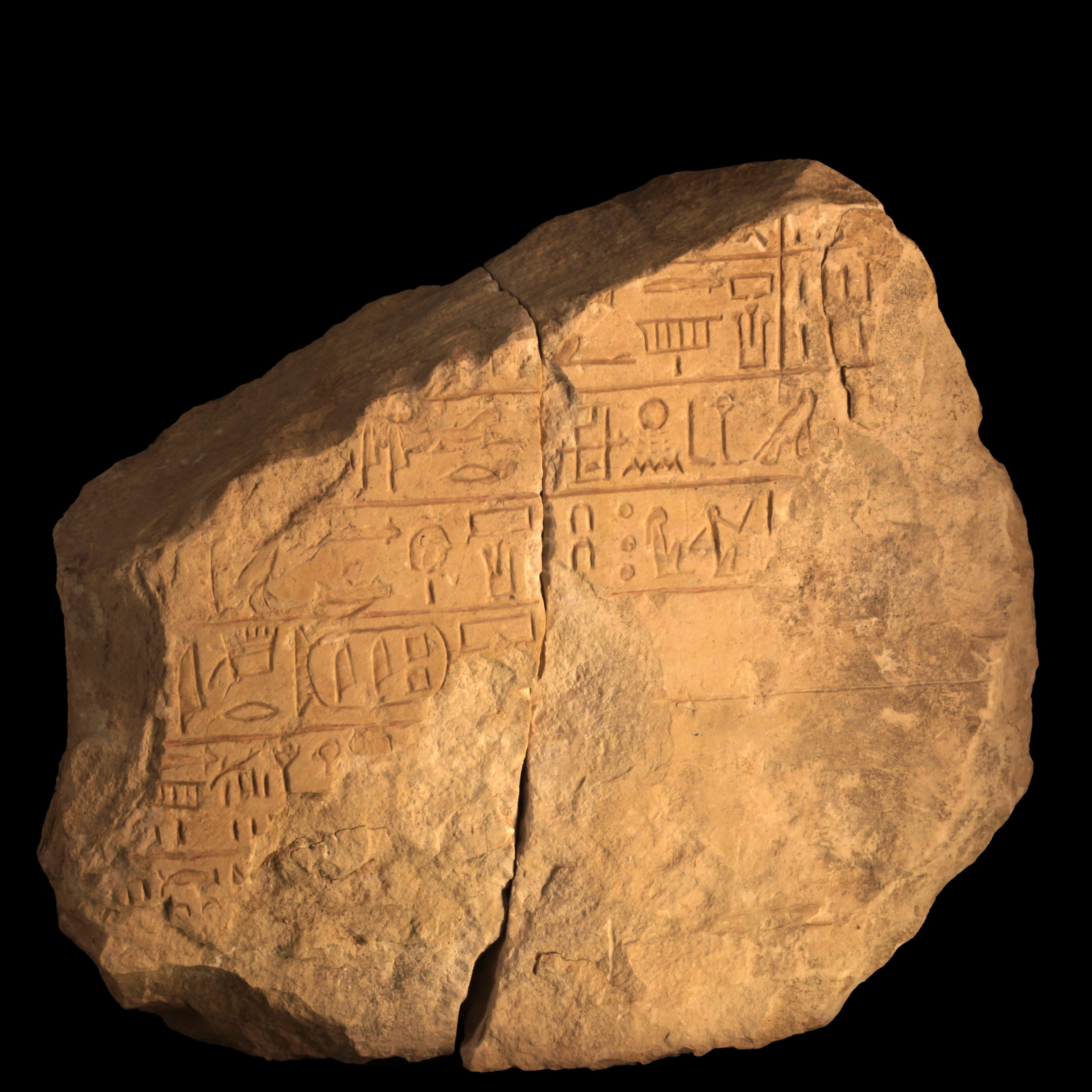
Décret e de Pépi II - Musée des Beaux-Arts de Lyon.

Dix des décrets ont été découverts lors des fouilles de 1910-1911 du temple de Min à Coptos par Adolphe Reinach et Raymond Weill, travaillant pour la Société française des fouilles archéologiques. Les décrets avaient été soigneusement rangés sous les ruines d'une structure romaine en brique crue. Les décrets restants proviennent soit des mêmes fouilles, soit d'opérations illégales de la population locale qui ont été vendues à Louxor en 1914 au Metropolitan Museum of Art.
Les décrets sont inscrits sur des dalles de calcaire de sept à vingt centimètres d'épaisseur, un à deux mètres de long et 50–180 cm de haut, qui étaient destinés à être placés dans le mur en brique crue d'une passerelle ou d'un vestibule à l'intérieur du temple de Min. Au fil du temps, l'espace disponible sur les murs du temple a diminué et les décrets de Coptos ont été démontés et rangés pour faire place à de nouveaux décrets, ce qui explique leur emplacement de découverte.

## Implications politiques

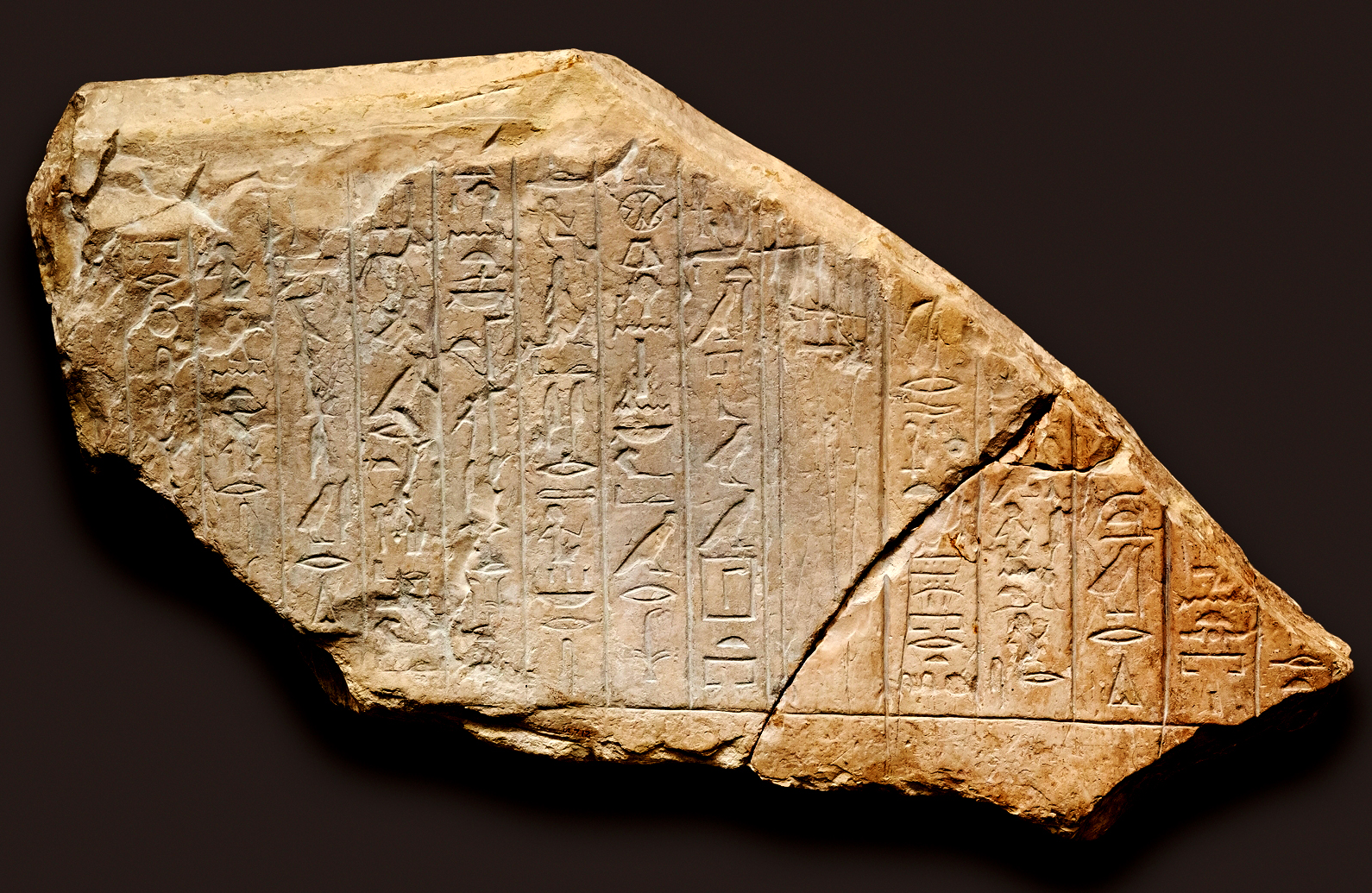
Fragments des décrets de Coptos p et q datant du règne de Néferkaouhor, fin de la.

### Déclin de l'Ancien Empire
Les décrets sont symptomatiques des pouvoirs détenus par les nomarques à la toute fin de l'Ancien Empire et au début de la Première Période intermédiaire. Les décrets g à r sont adressés à Shemay, son fils Idy et l'un des frères d'Idy. Shemay, déjà nomarque de Coptos, est promu d'abord « directeur du Sud » puis vizir de Haute-Égypte, tandis que son fils Idy prend sa place après lui dans ces différentes fonctions,.
Alan Henderson Gardiner et William Christopher Hayes trouvent le décret r particulièrement remarquable car, s'il est émis par le roi, le décret concerne uniquement le bien-être et les propriétés du vizir Idy. Pour Hayes, cela reflète le fait qu'à la fin de la VIIIe dynastie, le pouvoir royal avait tellement diminué qu'il devait sa survie à de puissants nomarques, auxquels il ne pouvait conférer que des titres et des honneurs. Le nomarque de Coptos aurait été particulièrement choyé par les souverains memphites qui étaient menacés par les nomarques de Moyenne-Égypte, notamment ceux d'Héracléopolis Magna, qui allaient bientôt les renverser et fonder la IXe dynastie.

### Dynastie de Coptos
La découverte des décrets a d'abord été utilisée par Kurt Sethe pour étayer l'hypothèse de l'existence d'une « dynastie de Coptos », une lignée locale de souverains plus ou moins indépendants durant la Première Période intermédiaire, à identifier avec les émetteurs des décrets postérieure à la VIe dynastie. Cette hypothèse est aujourd'hui considérée comme invraisemblable comme l'ont montré Hayes et d'autres, en particulier il est hautement improbable qu'un roi régnant depuis Coptos nomme un vizir sur la même zone,.

## Liste complète
La liste complète suivante est basée sur la publication de 1946 de William Christopher Hayes Royal decrees from the temple of Min at Coptus :
| Nom | Auteur                                                                                       | Sujet | Destinataire                                      |
| --- | -------------------------------------------------------------------------------------------- | --- | ------------------------------------------------- |
| a   | Pépi Ier                                                                                     | Accorder l'immunité fiscale à la chapelle ka de sa mère Ipout                                                                         |                                                   |
| b   | Pépi II                                                                                      | Accorder l'immunité fiscale au temple de Min                                                                                          |                                                   |
| c   | Pépi II                                                                                      | Accorder l'immunité fiscale au temple de Min                                                                                          |                                                   |
| d   | Pépi II                                                                                      | Octroi de l'immunité fiscale à l'institution Min-fait-fleurir-la-fondation-de-Neferkarê                                               |                                                   |
| e   | Pépi II                                                                                      | Gestion du personnel et des biens d'un temple du 22e nome de Haute-Égypte                                                             |                                                   |
| f   | Roi inconnu de la VIe dynastie                                                               | Incertain, mentionne la Haute-Égypte                                                                                                  |                                                   |
| g   | Roi inconnu de la VIIe/VIIIe dynastie, communément identifié avec Hor Khâ... (Néferkaourê ?) | Entretien d'une statue de Pépi II et de l'institution Min-fait-fleurir-la-fondation-de-Neferkarê                                      | Directeur du Sud Shemay et peut-être son fils Idy |
| h   | Hor Khâ... (souvent assimilé à Néferkaourê)                                                  | Précisant les offrandes et les services à faire dans le temple de Min                                                                 | Shemay                                            |
| i   | Roi inconnu de la VIIe/VIIIe dynastie                                                        | Confier à Shemay la gestion de vingt-deux nomes en Haute-Égypte                                                                       | Shemay (vizir à partir de maintenant)             |
| j   | Hor Netjeribaou Nesout-bity Néferkaouhor Sa-Rê Khoui-ouy-Hepou                               | Octroyer des titres à l'épouse de Shemay, Nebyet, ainsi qu'à un garde du corps personnel                                              | Shemay                                            |
| k   | Néferkaouhor                                                                                 | Affectation de prêtres mortuaires pour les chapelles ka de Shemay et Nebyet                                                           | Shemay                                            |
| l   | Néferkaouhor                                                                                 | Ordonnance d'un inventaire des propriétés de l'institution Min-fait-fleurir-la-fondation-de-Neferkarê sous la supervision de Shemay   | Shemay                                            |
| m   | Néferkaouhor                                                                                 | Mettre le fils de Shemay, Idy responsable des sept nomes les plus méridionaux de la Haute-Égypte                                      | Shemay                                            |
| n   | Néferkaouhor                                                                                 | Donner à un frère d'Idy et fils de Shemay un poste dans le temple de Min                                                              | Shemay                                            |
| o   | Néferkaouhor                                                                                 | Faire du fils de Shemay, Idy, le Directeur du Sud (c'est-à-dire le gouverneur des sept nomes les plus méridionaux de la Haute-Égypte) | Directeur du Sud Idy                              |
| p   | Néferkaouhor                                                                                 | Informer Idy de la nomination de son frère au temple de Min                                                                           | Idy                                               |
| q   | Néferkaouhor                                                                                 | Informer le fils de Shemay, frère d'Idy, de sa nomination au temple de Min                                                            | Fils de Shemay, frère d'Idy                       |
| r   | Horus Demedjibtaouy Nesout-bity Ouadjkarê                                                    | Protéger les monuments et propriétés funéraires d'Idy                                                                                 | Idy (aujourd'hui vizir)                           |